# Ourouchten
L'Ourouchten (en russe : Уруштен, ce qui signifie « Rivière Noire » en adyguéen) est une rivière de montagne située dans la réserve naturelle du Caucase dans le kraï de Krasnodar (fédération de Russie). C'est un affluent gauche de la Malaïa Laba qu'elle rencontre à la forêt de Tchiornoretchye. Elle coule en bas des pentes du versant nord du massif de Pseachkho où elle prend sa source, à vingt kilomètres de Krasnaïa Poliana. Son cours est de quarante-six kilomètres et se dirige vers le nord nord-est. Elle fait une courbe en son cours moyen vers le sud-est. Elle ne traverse aucun village, mais des zones forestières. Elle dépend administrativement du raïon d'Adler. 
L'Ourouchten est appréciée pour le rafting et les randonnées. Elle traverse en partie le parc national de Sotchi.

## Source
- (ru) Cet article est partiellement ou en totalité issu de l’article de Wikipédia en russe intitulé « Уруштен (река) » (voir la liste des auteurs).